# 20代はイケイケ!
『20代はイケイケ!』（にじゅうだいはイケイケ!）は、2003年3月29日に発売されたDVD。

## 概要
宇多田の20歳の誕生日である2003年1月19日に行われたネットイベントの模様を収録。内容はインターネットで宇多田とチャット、メールによる質問、さらにアコースティック編成による3曲のライブだった。
週間1.2万枚を売り上げ、累積3.7万枚で2003年音楽映像ソフトランキングで年間12位となった。

## 収録曲
1. COLORS
2. 少年時代
井上陽水のカバー曲。
3. Simple And Clean